# Simpkins, Special Constable
Simpkins, Special Constable è un cortometraggio muto del 1914 diretto da Hay Plumb.

## Trama
L'agente speciale Simpkins aiuta all'ufficio postale un professore contro una spia.

## Produzione
Il film fu prodotto dalla Hepworth.

## Distribuzione
Distribuito dalla Hepworth, il film - un cortometraggio di 152 metri - uscì nelle sale cinematografiche britanniche nel dicembre 1914.
Fu distrutto nel 1924 dallo stesso produttore, Cecil M. Hepworth. Fallito, in gravissime difficoltà finanziarie, Hepworth pensò in questo modo di poter almeno recuperare il nitrato d'argento della pellicola.